# Laureana di Borrello
Laureana Di Borrello, är en stad och kommun i provinsen Reggio Calabria i regionen Kalabrien i Italien. Kommunen hade 5 080 invånare (2017).

## Galleri

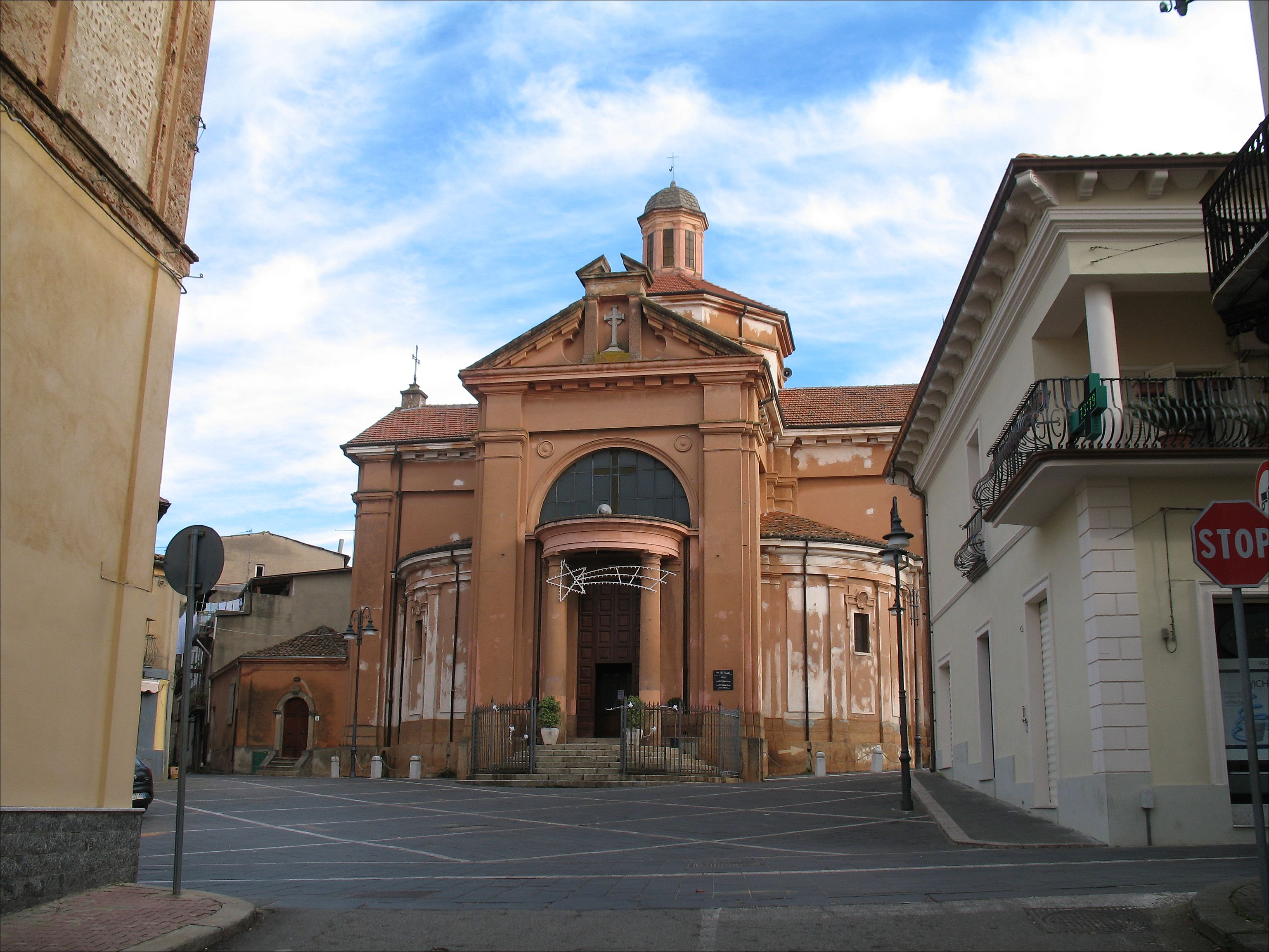
Chiesa Madre
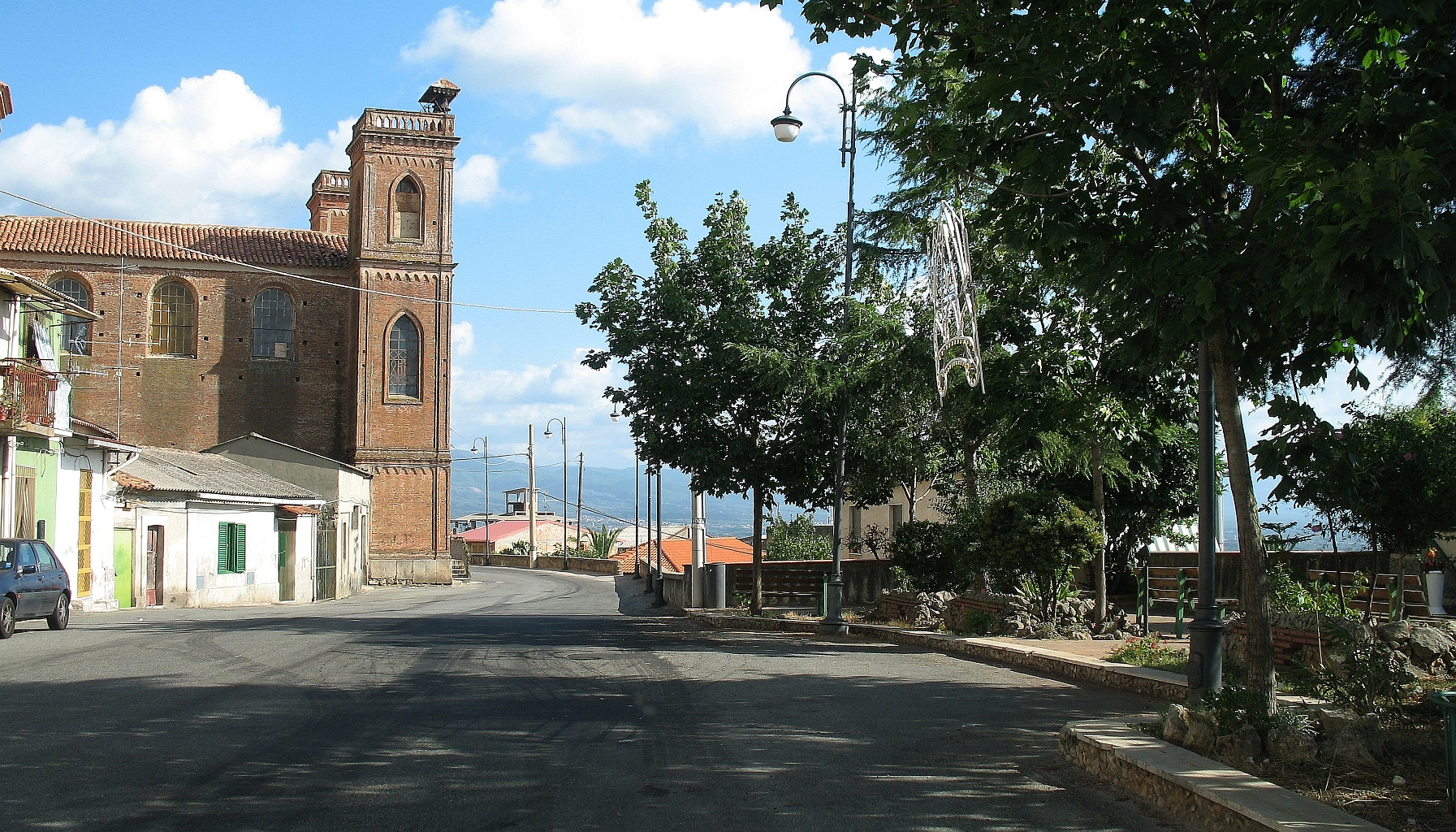
Via belvedere: S.Antonio Church
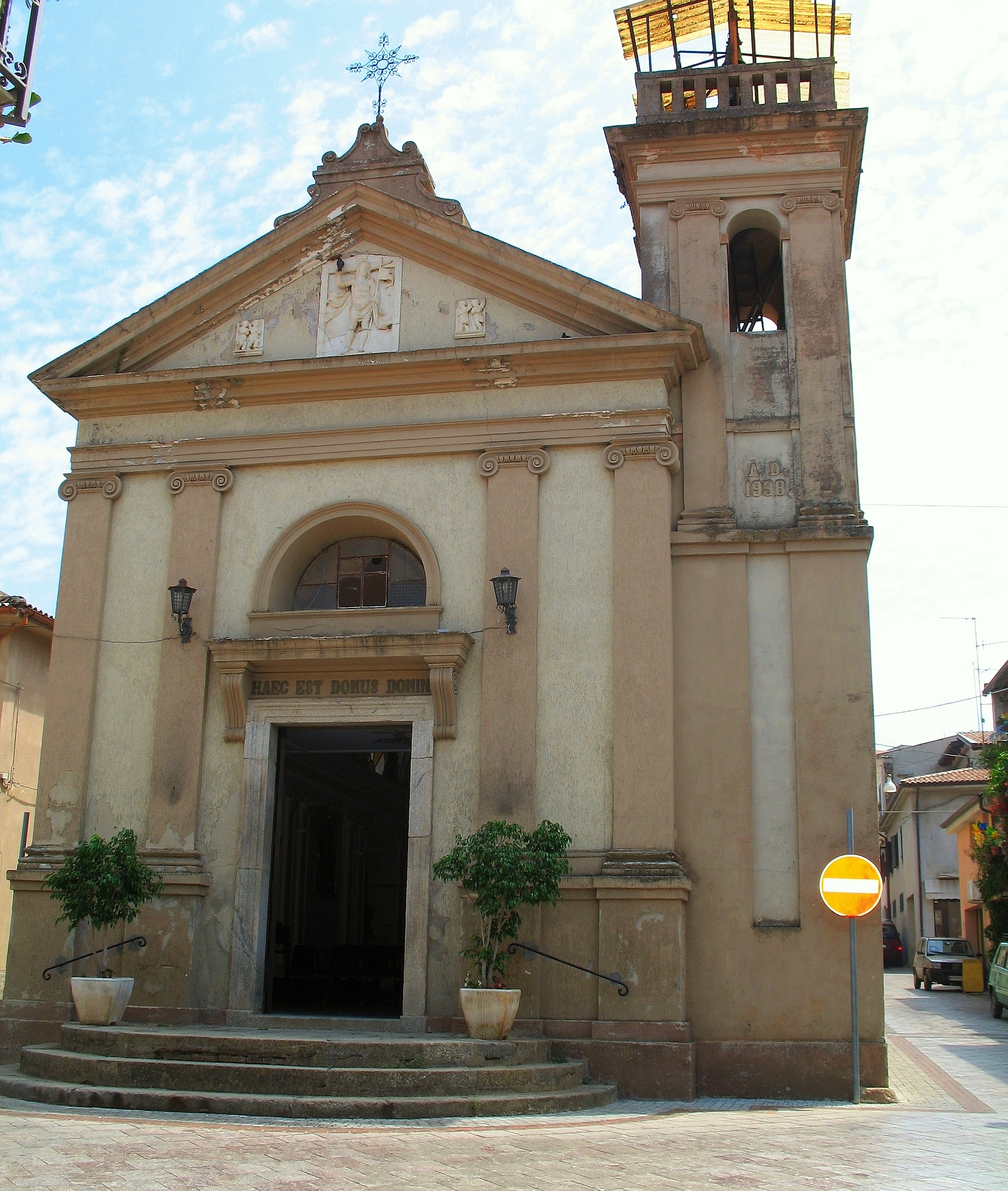
S. Peter Church
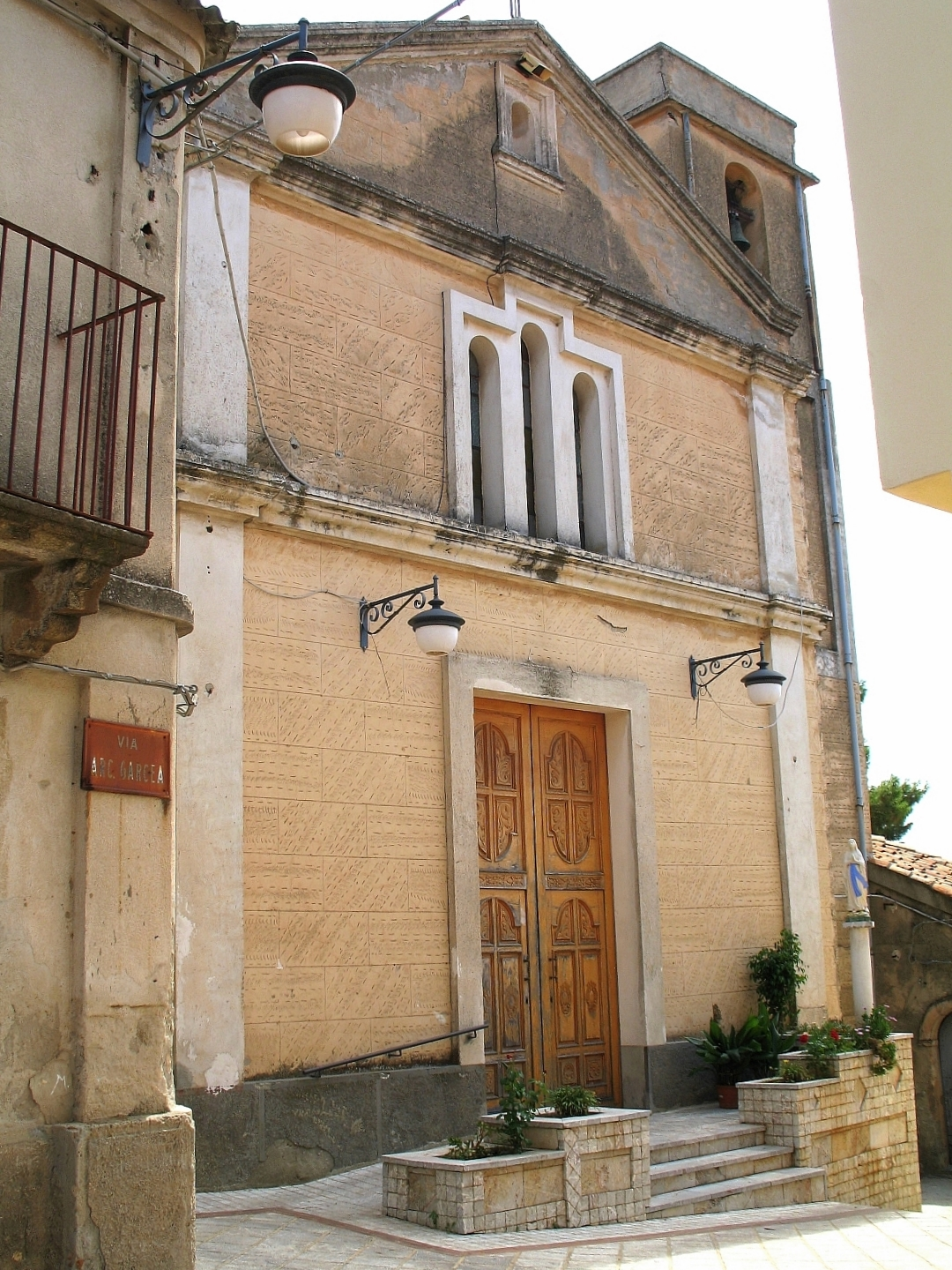
S.Elia's Church
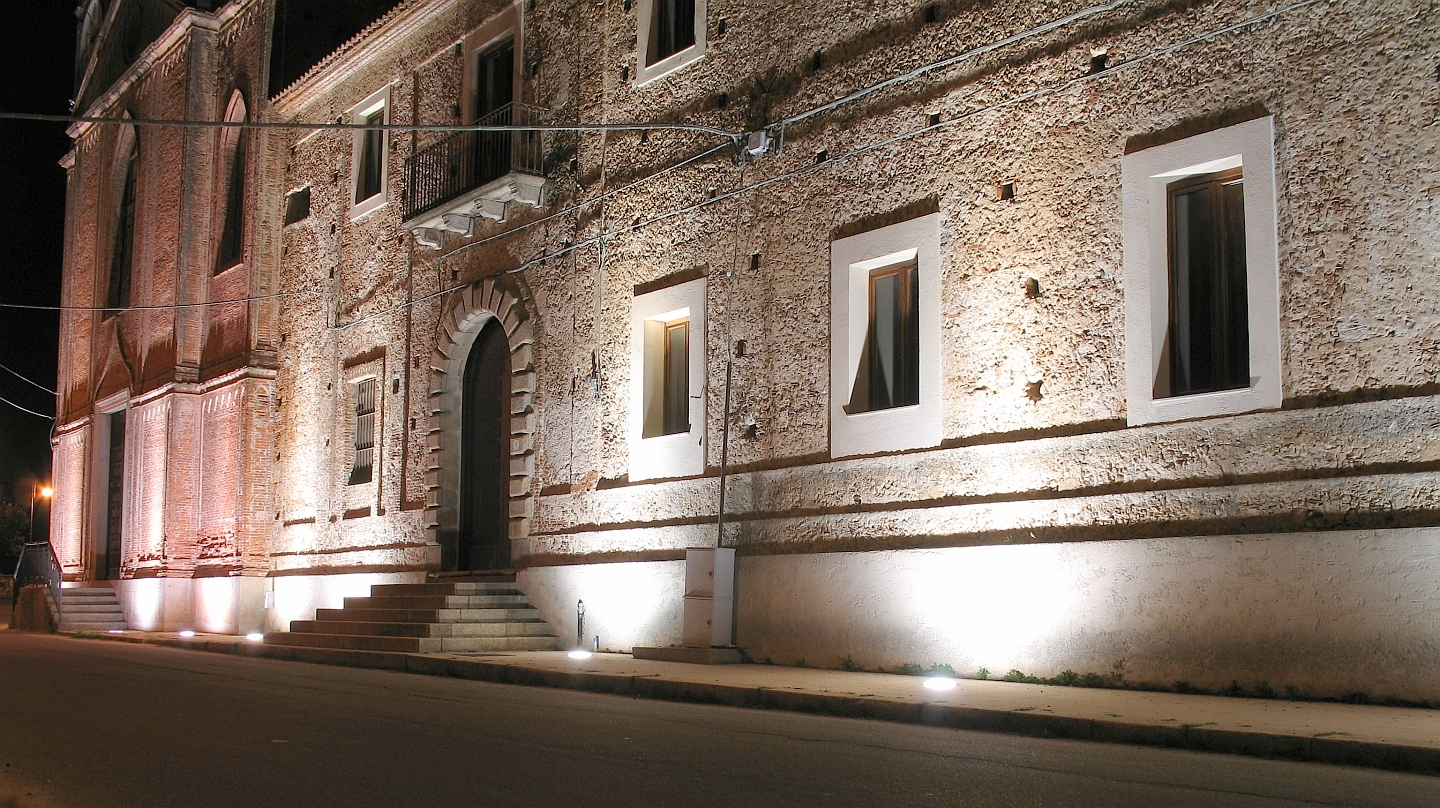
"Lauro" ex convento
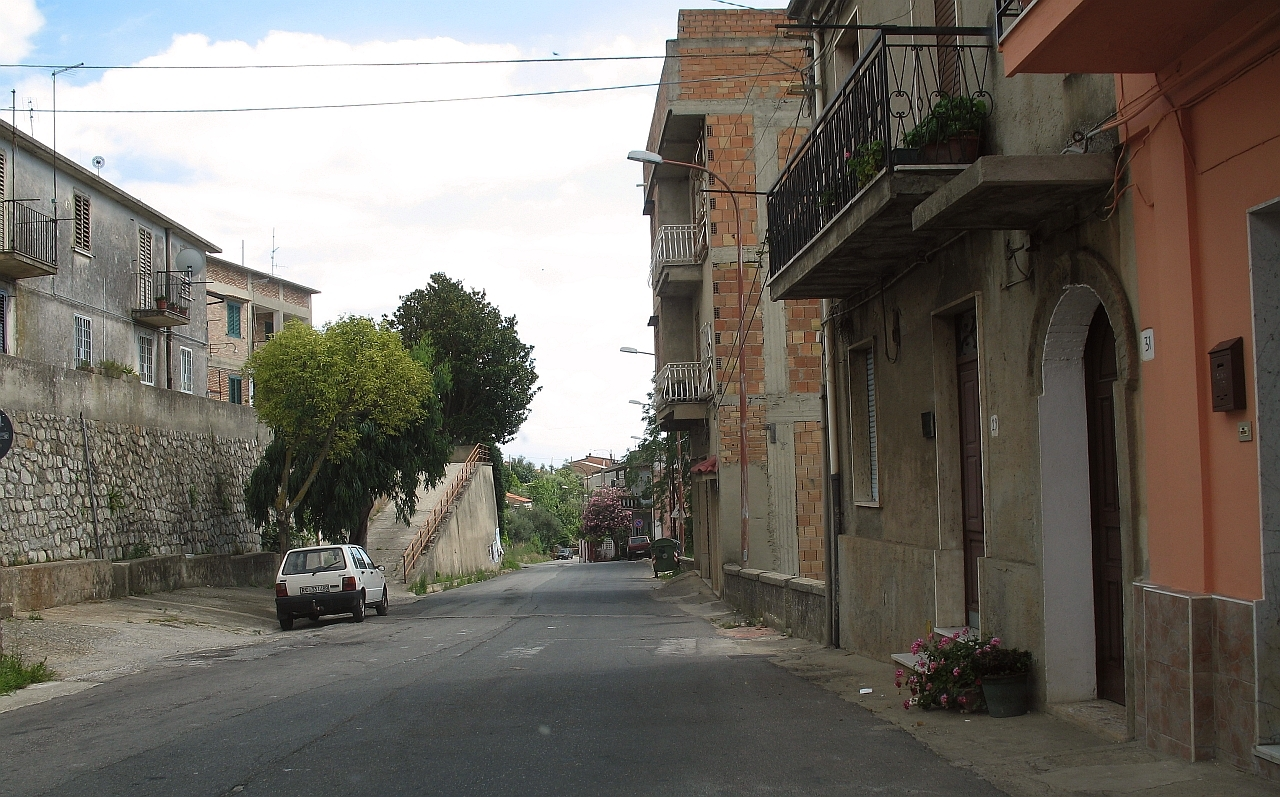
Bellantone - Tratto Via S.Anna